# Gert Fredriksson
Gert Fridolf Fredriksson (Nyköping, 21 de noviembre de 1919-Nyköping, 5 de julio de 2006) fue un deportista sueco que compitió en piragüismo en la modalidad de aguas tranquilas.
Participó en cuatro Juegos Olímpicos entre los años 1948 y 1960, obteniendo un total de ocho medallas: seis de oro, una de plata y una de bronce. Ganó once medallas en el Campeonato Mundial de Piragüismo entre los años 1948 y 1958.

## Palmarés internacional
| Juegos Olímpicos   | Juegos Olímpicos       | Juegos Olímpicos  | Juegos Olímpicos |
| Año                | Lugar                  | Medalla           | Evento           |
| ------------------ | ---------------------- | ----------------- | ---------------- |
| 1948               | Londres (Reino Unido)  | Medalla de oro    | K1 1000 m        |
| 1948               | Londres (Reino Unido)  | Medalla de oro    | K1 10 000 m      |
| 1952               | Helsinki (Finlandia)   | Medalla de oro    | K1 1000 m        |
| 1952               | Helsinki (Finlandia)   | Medalla de plata  | K1 10 000 m      |
| 1956               | Melbourne (Australia)  | Medalla de oro    | K1 1000 m        |
| 1956               | Melbourne (Australia)  | Medalla de oro    | K1 10 000 m      |
| 1960               | Roma (Italia)          | Medalla de bronce | K1 1000 m        |
| 1960               | Roma (Italia)          | Medalla de oro    | K2 1000 m        |
| Campeonato Mundial |                        |                   |                  |
| Año                | Lugar                  | Medalla           | Evento           |
| 1948               | Londres (Reino Unido)  | Medalla de oro    | K1 500 m         |
| 1948               | Londres (Reino Unido)  | Medalla de oro    | K1 4 × 500 m     |
| 1950               | Copenhague (Dinamarca) | Medalla de oro    | K1 1000 m        |
| 1950               | Copenhague (Dinamarca) | Medalla de plata  | K1 10 000 m      |
| 1950               | Copenhague (Dinamarca) | Medalla de oro    | K1 4 × 500 m     |
| 1954               | Mâcon (Francia)        | Medalla de oro    | K1 500 m         |
| 1954               | Mâcon (Francia)        | Medalla de oro    | K1 1000 m        |
| 1954               | Mâcon (Francia)        | Medalla de oro    | K1 4 × 500 m     |
| 1958               | Praga (Checoslovaquia) | Medalla de plata  | K1 500 m         |
| 1958               | Praga (Checoslovaquia) | Medalla de bronce | K1 1000 m        |
| 1958               | Praga (Checoslovaquia) | Medalla de bronce | K1 4 × 500 m     |